# O País dos Petralhas II
O País dos Petralhas II é um livro do jornalista brasileiro Reinaldo Azevedo lançado em 2012 pela editora Record. Da mesma forma que o primeiro volume, O País dos Petralhas II reúne artigos e ensaios do jornalista na revista Veja em seu blog. Reinaldo Azevedo trata dos principais debates de ideias da sociedade atual no Brasil e no mundo, entre eles o aborto e o casamento entre pessoas do mesmo sexo, além de assuntos do Governo Lula e do Governo Dilma Rousseff e política internacional.
Na capa do livro, há a frase "O Inimigo Agora é o Mesmo", fazendo uma alusão ao slogan do filme Tropa de Elite 2, "O Inimigo Agora é Outro".